# Siddharthanagar
Siddharthanagar, detta anche Siddhartha Nagar, è una città e municipalità del Nepal situata nel distretto di Rupandehi, nel sud-ovest del paese presso il confine indiano.
Recentemente si è unita con la vicinissima Bhairahava, prendendone il nome, formando così un grosso centro del distretto di Rupandehi. Ha una popolazione di circa 60 000 abitanti e dista 265 km da Katmandu.
La sua posizione, lambisce il confine con l'India (solo 3 km), le permette di giocare un importante ruolo nel mondo delle importazioni e/o esportazioni rendendo la città il più grande centro commerciale della regione Terai.
A circa 20 km a ovest della città, lungo la strada per Kapilbastu, si trova il sito religioso di Lumbini. Qui, circondato da un grandioso monastero, c'è il "Giardino Lumbini" dove secondo la religione buddista nacque Gautama Buddha intorno al 566 a.C.
Sono in corso vasti scavi per riportare alla luce anche l'antico tempio.
I pellegrini che ogni anno si recano a visitare Lumbini, sia dal Nepal che dall'India, sono sempre più numerosi e per questo il governo nepalese ha iniziato la costruzione di un aeroporto internazionale nella zona.